# Andrej Marinc
Andrej Marinc (ur. 7 listopada 1933 w Celje) – jugosłowiański (słoweński) polityk komunistyczny i agronom, w latach 1972–1978 przewodniczący Rady Wykonawczej (premier) Socjalistycznej Republiki Słowenii, w latach 1982–1986 przewodniczący Komitetu Centralnego Związku Komunistów Słowenii.

## Życiorys
Z wykształcenia agronom, absolwent Uniwersytetu Lublańskiego. W 1947 wstąpił do Związku Komunistów Słowenii, od 1960 był etatowym pracownikiem tej partii. Wszedł w skład komitetu miejskiego w Celje i od 1962 Komitetu Centralnego ZKS (jako członek egzekutywy, a od 1968 sekretarz prezydium KC ZKS). Zasiadał także w słoweńskich władzach SDZL (związku zawodowego) oraz w komisji ds. wewnętrznych i relacji społecznych w ramach Komitetu Centralnego Związku Komunistów Jugosławii, a także był deputowanym parlamentu Socjalistycznej Republiki Słowenii.
W 1972 został przewodniczącym Rady Wykonawczej (premierem) Socjalistycznej Republiki Słowenii w miejsce zmuszonego do rezygnacji Stane Kavčičia, jego kadencja zakończyła się w 1978. Został następnie członkiem Federalnej Rady Wykonawczej (formalnej egzekutywy Socjalistycznej Federacyjnej Republiki Jugosławii). W 1979 wszedł w skład prezydium Komitetu Centralnego ZKJ, następnie w latach 1982–1986 był jego przewodniczącym, zaś od 1986 do 1989 pozostawał członkiem Rady Wykonawczej Socjalistycznej Republiki Słowenii (ministrem). W ramach tej roli oskarżano go o inspirację do aresztowania i procesu Janeza Janšy w 1988.